# نارک دوریان
نارک اوهانی دوریان (ارمنی: Նարեկ Օհանի Դուրյան؛ زادهٔ ۲۶ آوریل ۱۹۵۹) بازیگر اهل ارمنستان است.

## زندگی‌نامه
وی در ۲۶ آوریل ۱۹۵۹ در ایروان به دنیا آمد و از انستیتو دولتی هنری و نمایشی ایروان فارغ‌التحصیل گشت. وی برنده جوایزی همچون مدال موسس خورناتسی و مدال گریگور نارکاتسی است.

## نگارخانه

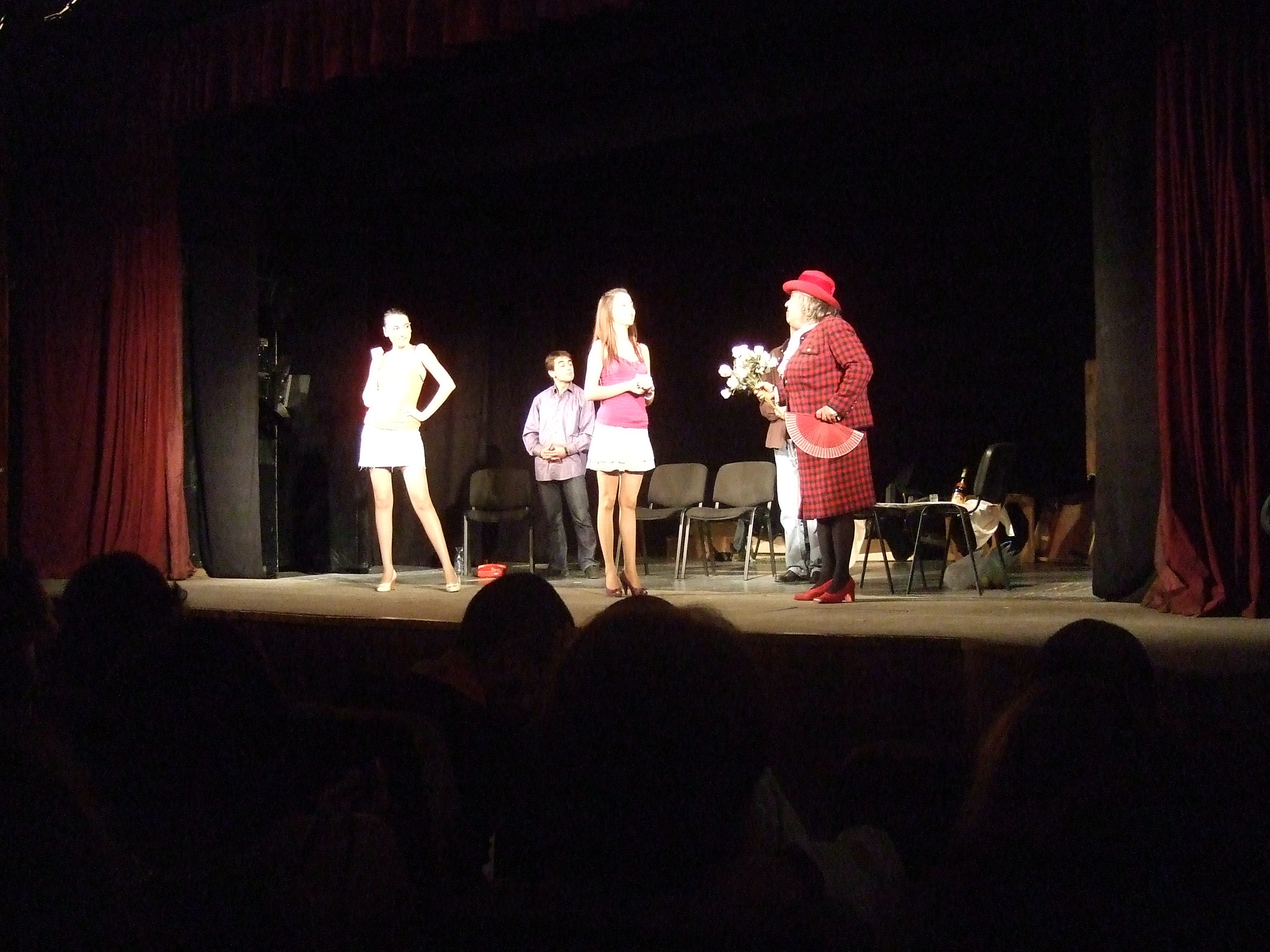